# Aktives Museum Spiegelgasse
Das Aktive Museum Spiegelgasse (mit dem offiziellen Namen „Aktives Museum Spiegelgasse für Deutsch-Jüdische Geschichte in Wiesbaden e. V.“) ist ein Ort zur Dokumentation des deutsch-jüdischen Erbes als Teil gemeinsamer Stadtkultur in Wiesbaden.

## Gebäude

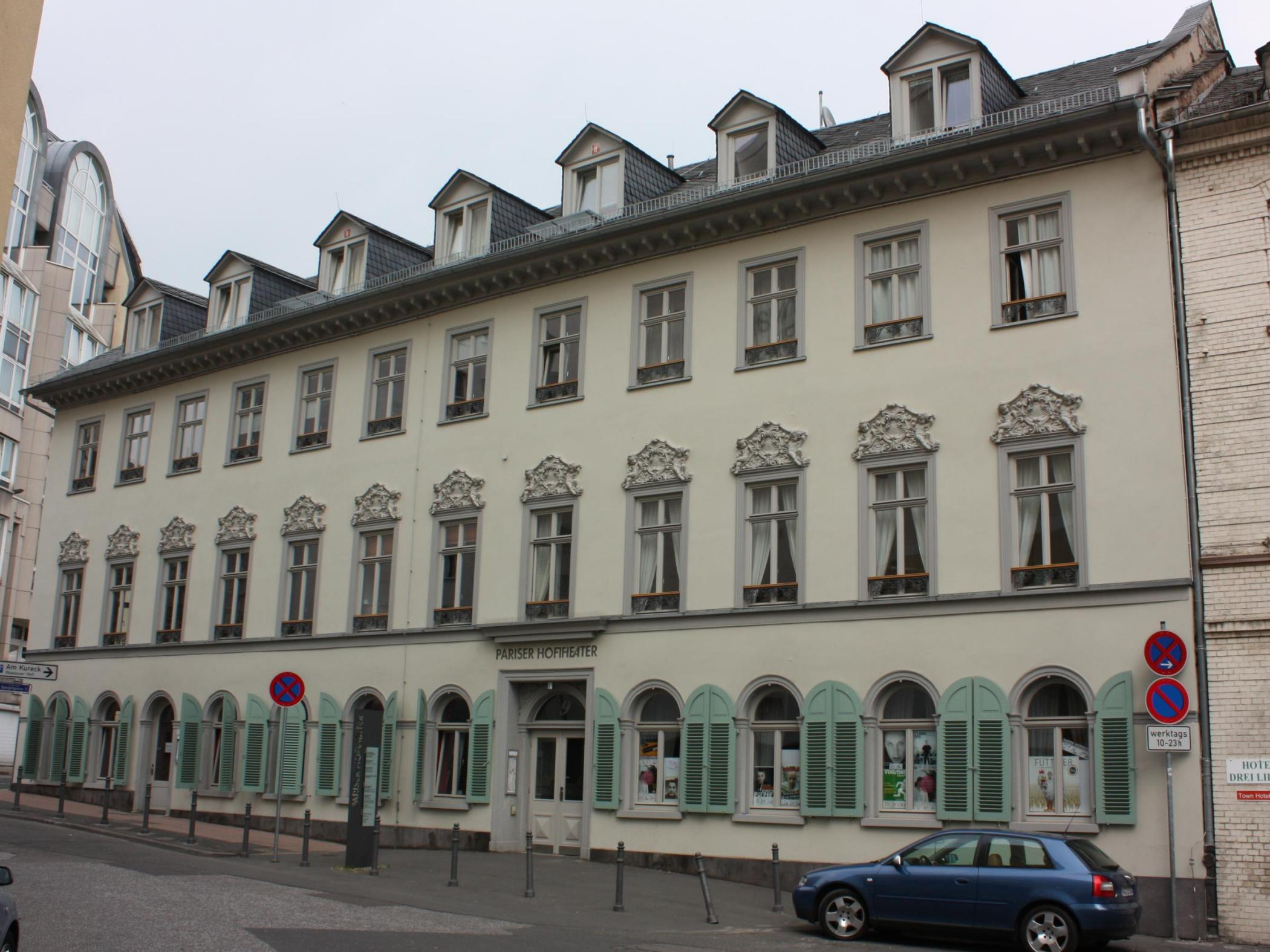
Das Gebäude in der Spiegelgasse 9

Zum Aktiven Museum – kurz AMS genannt – gehören in der Wiesbadener Spiegelgasse die Häuser Nr. 9 und Nr. 11. Das Haus Spiegelgasse 11 ist ein Fachwerkhaus aus dem Jahr 1735 und das älteste noch erhaltene jüdische Wohnhaus in Wiesbaden.
Nach einer umfassenden Restaurierung dient es dem AMS seit 1999 als Ausstellungshaus, außerdem befinden sich dort die Büroräumlichkeiten der „Jugendinitiative Spiegelbild“ des AMS. In der Spiegelgasse 9 befinden sich die Geschäftsstelle des Vereins, eine umfangreiche Fachbibliothek mit fast 6000 Bänden, das Archiv sowie weitere Arbeitsräume. Haus Nr. 9,  das heute unter anderem das „Pariser Hoftheater“ beherbergt, war im 18. und 19. Jahrhundert ein jüdisches Badehotel, das Badhaus zum Rebhuhn, in dem sich damals auch eine Mikwe befand.

## Geschichte
Im Herbst 1987 fanden sich zahlreiche Bürger zusammen, mit dem Ziel, das Haus Nr. 11 in der traditionsreichen Wiesbadener Spiegelgasse, die seit Ende des 17. Jahrhunderts Ort jüdischen Lebens war, vor Verfall und Abriss zu bewahren. Im März 1988 gründete sich aus dieser Initiative der „Förderkreis Aktives Museum deutsch-jüdischer Geschichte in Wiesbaden e. V.“, der den historischen Ort Spiegelgasse zu einem Ort der Erinnerung machen und sich in der ganzen Stadt für aktives Gedenken an das deutsch-jüdische Leben in Wiesbaden einsetzen wollte. Eine Vielzahl von Aktivitäten sollte dazu beitragen, vor allem auch im Zusammenwirken mit den Kirchen, dem Stadtjugendring und anderen Institutionen. Am 30. August 1992 organisierte der Verein einen Mahngang zum Gedenken an die ermordeten Wiesbadener Juden unter dem Motto „K-Ein Tag wie jeder andere“; erstmals wurden alle damals bekannten Namen der Wiesbadener Opfer der Schoah bekannt gemacht.
Von Anfang an war der Kontakt zu ehemaligen jüdischen Bürgern und deren Nachkommen ein wichtiger Teil der Arbeit. Immer wieder kamen einige von ihnen auch nach Wiesbaden und waren bereit, sich als Zeitzeugen der jungen Generation gegenüber zu öffnen. Im Jahr 1993 konnte der Förderkreis seine Geschäftsstelle in der Spiegelgasse 7 eröffnen, eine kleine Bibliothek einrichten und zu eigenen Veranstaltungen einladen. Historische Orte, vor allem der Michelsberg als nicht mehr erkennbarer Platz der zerstörten Synagoge und der Schlachthof als Ort der Deportation nach Theresienstadt, wovon zahlreiche Fotos Zeugnis ablegen, wurden immer wieder in das öffentliche Bewusstsein geholt, oft auch mit künstlerischen Projekten. In den folgenden Jahren wurde stets der Deportation nach Theresienstadt oder der beiden anderen gedacht. Viele Rundgänge, in der Innenstadt und den Vororten, auch zu den insgesamt 7 jüdischen Friedhöfen fanden statt. Im Sommer 1999 war die Spiegelgasse 11 renoviert und konnte als Ausstellungshaus gemietet werden. Neben Filmen und Publikationen, meist in Zusammenarbeit mit verschiedenen Kooperationspartnern, wurden nun auch eigene Ausstellungen entwickelt. Im November 1999 verlieh die Landeshauptstadt Wiesbaden dem Verein den Kulturpreis. 2001 benannte er sich um in „Aktives Museum Spiegelgasse für Deutsch-Jüdische Geschichte in Wiesbaden“. 2004 wurden der Mitbegründer des AMS, Lothar Bembenek, und die Vorsitzende Dorothee Lottmann-Kaeseler, mit dem „Obermayer German Jewish History Award“ ausgezeichnet.
2005 wurde erneut, wieder in Zusammenarbeit mit der Jüdischen Gemeinde Wiesbaden und der Fachhochschule Rhein-Main, ein intensiver Versuch unternommen, die Landeshauptstadt Wiesbaden für ein Mahnmal am Michelsberg zu gewinnen; die Hochbrücke war bereits 2001 abgerissen worden. Ein Wettbewerb dazu fand endlich 2006 statt.
Im Jahr 2007 wurde mit finanzieller Unterstützung der Stadt Wiesbaden die Stelle eines Bildungsreferenten geschaffen und die „Jugendinitiative Spiegelbild“ gegründet, die Jugendarbeit im Sinne des AMS leistet und Jugendliche und junge Erwachsene in der Auseinandersetzung mit Geschichte und Erinnerung unterstützt.

## Konzept
Trotz des Namens ist das AMS kein Museum, erst recht kein jüdisches Museum im traditionellen Sinn. Es ist Ort des Sammelns und Bewahrens, der Forschung und Dokumentation. Es versucht, dabei die Öffentlichkeit aktiv einzubinden, damit eine Brücke zwischen der heutigen jüdischen und der allgemeinen Stadtkultur wachsen und sich entwickeln kann.
Das AMS konzentriert seine Arbeit auf vier Schwerpunkte:
- Erinnerungsarbeit, Zeitzeugnisse, Kontakte zu Überlebenden der Shoa und ihren Nachkommen
- Erforschung und Dokumentation der lokalen und regionalen deutsch-jüdischen Geschichte
- Begegnung mit jüdischen Bürgern, um die Kenntnis und Vertrautheit mit jüdischem Leben und jüdischer Kultur zu fördern, sowie Fremdheit zu überwinden
- Arbeit mit jungen Menschen – auch jenen mit Migrationshintergrund –, um sie an das aktive Gedenken heranzuführen und in die Erinnerungsarbeit gemäß ihrer eigenen Lebenswelt zu integrieren.

In diesen Bereichen gibt es sowohl kurzfristige als auch längerfristige Tätigkeitsfelder und Projekte unterschiedlicher Art. So wanderte zum Beispiel ein offener Container, in dem 30 Fotos von der Deportation Wiesbadener Juden nach Theresienstadt im Jahr 1942 gezeigt wurden, 1998 vom „Tag des offenen Denkmals“ an für ein Jahr durch die Stadt, wobei an den einzelnen Standorten die jeweilige NS-Stadtgeschichte der Umgebung mit einbezogen wurde; alle Reaktionen wurden dokumentiert und die Fotos und Objekte für eine Ausstellung zusammengestellt, mit der im folgenden Jahr die „Spiegelgasse 11“ eröffnet wurde.

## Aktivitäten

### Ausstellungen (Auswahl)
- 2007: Hai und Topsy Frankl – Bilder, Lieder und Geschichten
- 2007: Costa und Julia Bernstein. Virtuelle Begegnung mit dem jüdischen St. Petersburg
- 2007: Ein Leben aufs neu – Das Robinson Album. Jüdische „Displaced Persons“ auf deutschem Boden 1945–1948
- 2007: Vor dem Vergessen bewahrt – Vier Entstehungsgeschichten von Erinnerungsblättern
- 2006: Ausstellung „ZURÜCKGEBEN?!“ Schlusspunkt eines über mehrere Jahre laufenden „exemplarischen“ internationalen Projekts zu Fragen von Provenienz/Restitution von Alltagsobjekten
- 2006: Sterne, die vom Himmel fielen. Dani Karavan, E. R. Nele, Wolfgang Niedecken, Miguel Rothschild, Micha Ullman und weitere Künstler
- 2005: Jüdische Kinderliteratur. Geschichte, Traditionen, Perspektiven
- 2005: Jüdische Nachbarn in Wiesbaden und Mainz. Familienschicksale in Zeiten der Ausplünderung (1933–1945)
- 2004: Teofila Reich-Ranicki. Bilder und Studien
- 1999: Das bewegte Denkmal – 30 Fotos von der Deportation am Schlachthof waren zuvor ein Jahr durch die Stadt „gewandert“

### Publikationen und Medien (Auswahl)
- Elke Steiner: Herbert Lewin und Käte Frankenthal – Zwei jüdische Ärzte aus Deutschland. Katalog. Auch Siebdruck. Wiesbaden 2005
- Jüdische Kinderliteratur. Geschichte, Traditionen, Perspektiven. Ausstellungskatalog. Wiesbaden 2005
- Spurensuche II. Rundgänge in Wiesbaden. Wiesbaden 2003
- Wiesbadener Jugendliche zwischen Hakenkreuz und Davidstern. Die Jahre zwischen 1933 und 1945 aus der Perspektive derjenigen, die damals jung waren. VHS-Video. 2000
- Charlotte Opfermann, geborene Lotte Guthmann. Der Film beschreibt in ihren eigenen Worten das Leben einer jüdischen Wiesbadenerin von der Kindheit bis zur Deportation nach Theresienstadt. VHS-Video. 1995
- Kein Tag wie jeder andere. Film über die Verfolgung und Deportation der Wiesbadener Juden. Zeitzeugen erzählen aus den Jahren 1933–1945. VHS-Video. 1992
- Trude Simonsohn erzählt aus ihrem Leben: „Trude gib nich’ auf! Der Hitler wird draufgehn und du wirst weiterleben“. Edition Zeugen einer Zeit, Wiesbaden 2008, ISBN 978-3-941289-00-0 (1 Audio-CD)
- Arno Lustiger erzählt aus seinem Leben: „Ich habe mein ganzes Leben Glück gehabt“. Edition Zeugen einer Zeit, Wiesbaden 2008, überarbeitete Auflage 2013, ISBN 978-3-942902-07-6 (1 Audio-CD)
- Edgar Hilsenrath erzählt aus seinem Leben: „Deutsch war nicht die Sprache der Nazis. Es war meine Sprache“. Ergänzend zu Hilsenraths selbsterzählten Erinnerungen liest Ulrich Matthes aus dessen Werk vor. Edition Zeugen einer Zeit, Wiesbaden 2009, ISBN 978-3-941289-03-1 (2 Audio-CDs)
- Henny Brenner erzählt aus ihrem Leben: „Nichts gewusst?! Sie haben uns doch gesehen mit dem gelben Stern!“ ISBN 978-3-942902-01-4 Reihe: Edition Zeugen einer Zeit, Hrsg. Paul Lazarus Stiftung im Aktiven Museum Spiegelgasse. Erschienen 2011. 2 Audio-CDs
- Rolf von Sydow erzählt aus seinem Leben: „Ich wollte von Hitler zum Ehrenarier ernannt werden.“ ISBN 978-3-942902-02-1 Edition Zeugen einer Zeit, Hrsg. Paul Lazarus Stiftung im Aktiven Museum Spiegelgasse. Wiesbaden 2011. 1 Audio-CD
- Salomea Genin erzählt aus ihrem Leben: „Ich kam als Kommunistin in die DDR – und fand zurück zu meinen jüdischen Wurzeln.“ ISBN 978-3-942902-04-5, Edition Zeugen einer Zeit, Hrsg. Paul Lazarus Stiftung im Aktiven Museum Spiegelgasse. Wiesbaden 2012. 2 Audio-CDs
- Eugen Herman-Friede erzählt aus seinem Leben: „Ich war kein Widerstandskämpfer. Mir hat es Spaß gemacht, etwas gegen die Nazis zu tun.“ ISBN 978-3-942902-05-2, Edition Zeugen einer Zeit, Hrsg. Paul Lazarus Stiftung, Wiesbaden 2012. 2 Audio-CDs
- Rachel Dror erzählt aus ihrem Leben: „Wir waren froh aus der Hölle rauszukommen. In Palästina waren wir freie Menschen.“ ISBN 978-3-942902-06-9, Reihe: Edition Zeugen einer Zeit, Hrsg. Paul Lazarus Stiftung, Wiesbaden 2013. 1 Audio-CD
- Klaus Traube erzählt aus seinem Leben: „Die Vergangenheit ist etwas, was ich erinnere, aber sie hat nichts Bedrängendes mehr.“ ISBN 978-3-942902-08-3, Reihe Edition Zeugen einer Zeit, Hrsg. Paul Lazarus Stiftung, Wiesbaden 2013. 1 Audio-CD

### Längerfristige Angebote
Neben den Sonder- und Dauerausstellungen sowie der Bibliothek mit zirka 6000 Bänden und dem Archiv mit Ton-, Film- und Photodokumenten zu den Themen Judenverfolgung, Zeitzeugen, Erinnerungsarbeit und Gedenkpädagogik:
- Erschließung und Pflege der „Lazarus-Bibliothek“ mit 1200 Bänden (hierbei handelt es sich um die dem AMS zugeeignete Bibliothek des liberalen Rabbiners Paul Lazarus, der 1938 nach Palästina emigrierte)
- Bearbeitung der „Opferdatei“, die alle jüdischen Bürger, die im Holocaust ermordet wurden, nach ausgewählten Basisdaten ausweisen wird
- Pädagogische Arbeit: Lehrerfortbildung; Zeitzeugengespräche mit Schulklassen sowie Angebote zur Geschichte der Juden in Wiesbaden für Lehrkräfte; ferner Angebote an Jugendliche im Rahmen der Jugendinitiative „Spiegelbild“ – in Kooperation mit Schulen, Jugendzentren und Jugendbildungsträgern
- Recherchen und Patenbetreuung im Rahmen des Stolpersteinprojektes von Gunter Demnig
- Hilfestellung bei genealogischen Anfragen
- Gestaltung und Veröffentlichung von „Erinnerungsblättern“ zum Gedenken an die Wiesbadener Holocaust-Opfer
- Führungen und Rundgänge zu historischen Orten – sowohl des jüdischen Lebens als auch der Judenverfolgung in Wiesbaden
- Religionsphilosophischer Gesprächskreis „Halomdim“ sowie „Jüdisches Lehrhaus“ (Lehr- und Lerntag zu Themen jüdischer Kultur und Religion)
- Jugendbegegnung zwischen Wiesbaden und dem israelischen „Beit Berl College“[3]